# Kostel Panny Marie (Lehnice)
Kostel Panny Marie v Lehnici (pol. Kościół Marii Panny w Legnicy, něm. Liebfrauenkirche in Liegnitz; zvaný dříve též Dolní kostel, něm. Niederkirche) je evangelicko-luterský kostel ve slezské Lehnici. 
Kostel stojí na místě nejstaršího farního kostela v Lehnici ze 12. století. Ten zcela shořel roku 1338 a byl nahrazen trojlodní bazilikou (14.–15. století). Roku 1522 se v něm odehrála první luterská bohoslužba. Dodnes je jediným lehnickým kostelem, který slouží nepřetržitě od reformace až do současnosti protestantům. Roku 1822 kostel zachvátil požár; následně byl 1824–1829 obnoven. V letech 1905–1908 byl razantně přestavěn.
Z hlediska architektonického se jedná o trojlodní halový kostel. Je vystavěn na půdorysu protáhlého obdélníku. K západnímu průčelí přiléhají dvě věže.
K nejstaršímu vybavení kostela náleží dva svícny ze 17. století, několik renesančních a barokních pískovcových náhrobků, oltářní obraz „Klanění pastýřů“ z roku 1770 a sochy Mojžíše a Árona z 18. století. Umělecky je velice cenný soubor 14 vitrážových oken v bočních lodích z počátku 20. století.

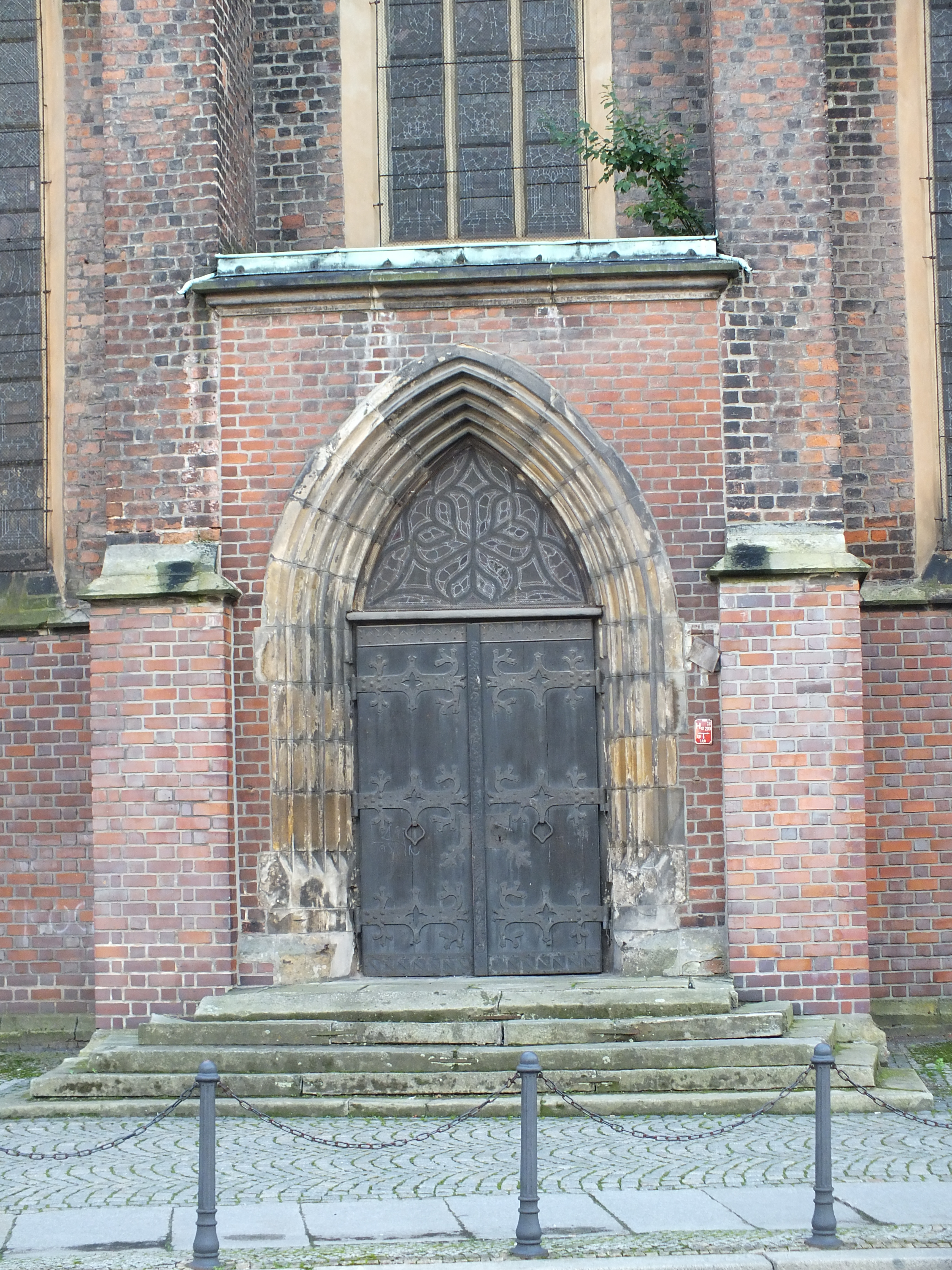
Vstup
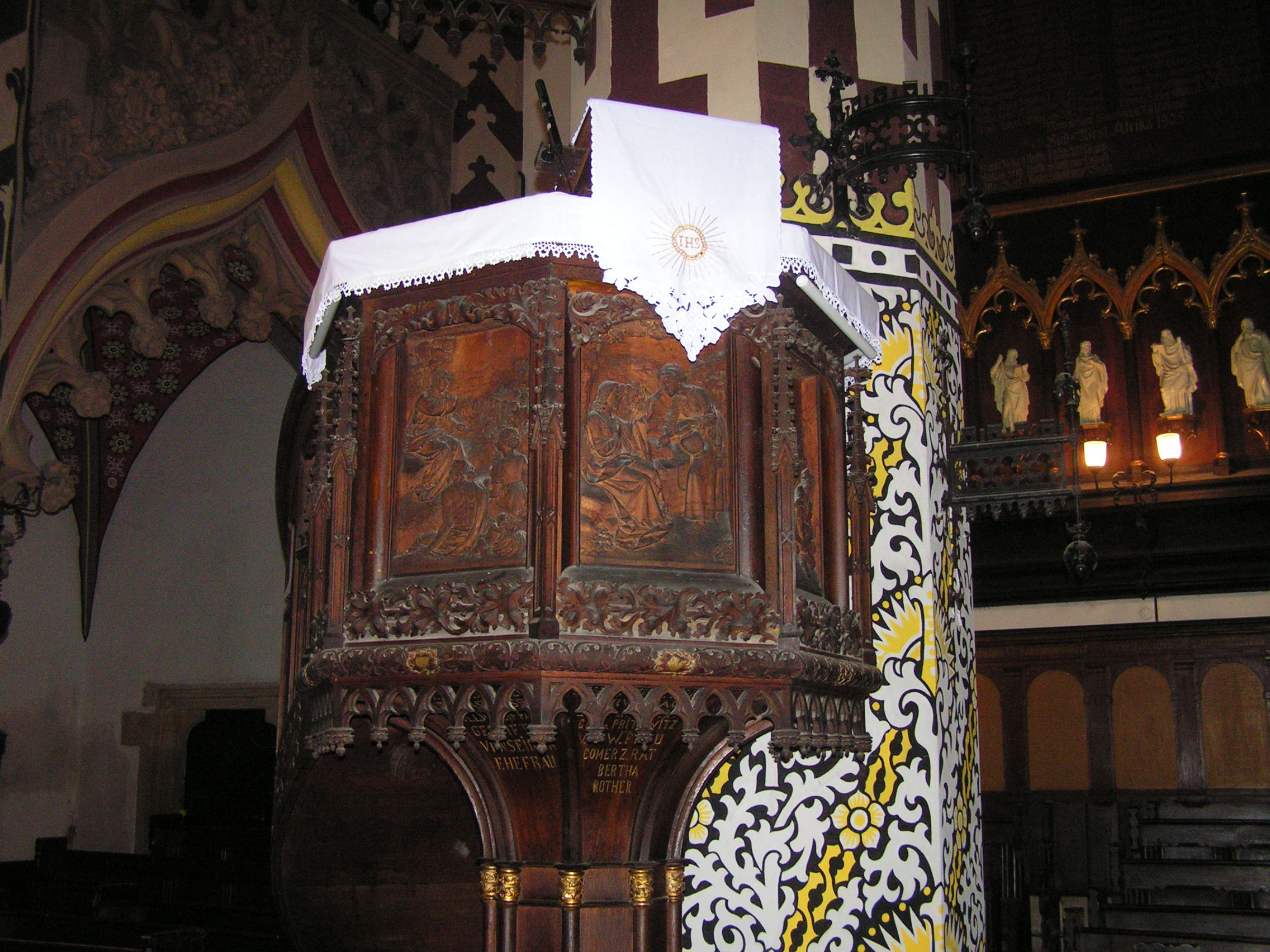
Kazatelna
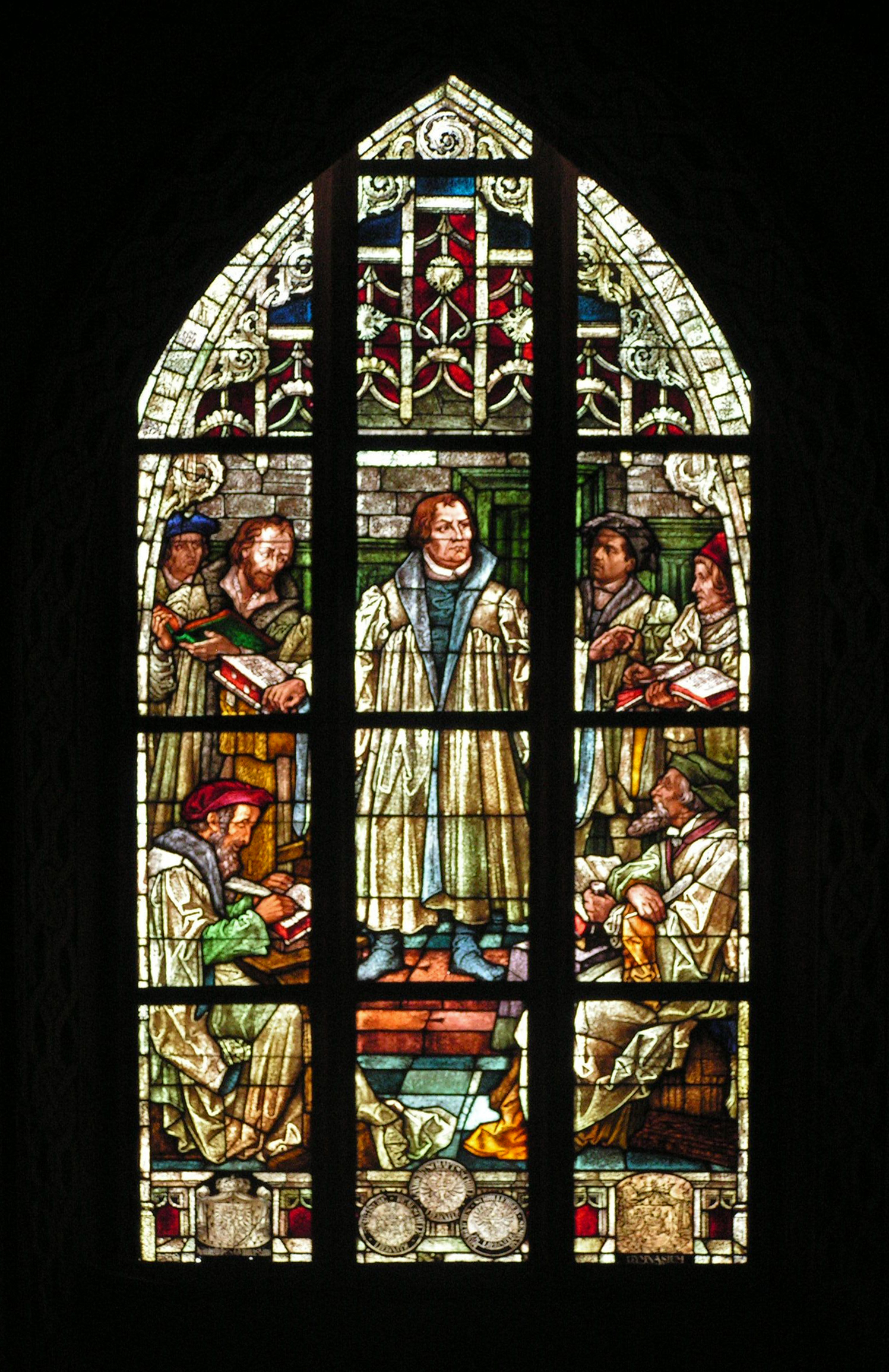
Vitráž